# Automan
Automan är en amerikansk science fiction-TV-serie från 1983–1984. Den producerades åt American Broadcasting Company av Glen A. Larson i en säsong om 13 avsnitt, varav bara tolv ursprungligen visades på TV. Serien baserades löst på och tog del av populariteten hos filmen Tron och använde liknande metoder som i filmen för att få huvudpersonen Automans dräkt att sticka ut. Serien visades i Sveriges Television under 1985 som Automan – superagenten.
Automan är ett datorprogram med artificiell intelligens som projicerar ett hologram (spelat av Chuck Wagner). Tillsammans med sin skapare, polisen och programmeraren Walter Nebicher (spelad av Desi Arnaz Jr.), löser han brott under pseudonymen Otto J. Mann.

## Automan-avsnitt
1. Automan (15 december 1983)
2. Staying Alive While Running a High Flashdance Fever (22 december 1983)
3. The Great Pretender (29 december 1983)
4. Ships in the Night (5 januari 1984)
5. Unreasonable Facsimile (12 januari 1984)
6. Flashes and Ashes (19 januari 1984)
7. The Biggest Game in Town (26 januari 1984)
8. Renegade Run (5 mars 1984)
9. Murder MTV (12 mars 1984)
10. Murder, Take One (19 mars 1984)
11. Zippers (26 mars 1984)
12. Death By Design (2 april 1984)
13. Club Ten (visades ursprungligen inte)